# 日本冷杉

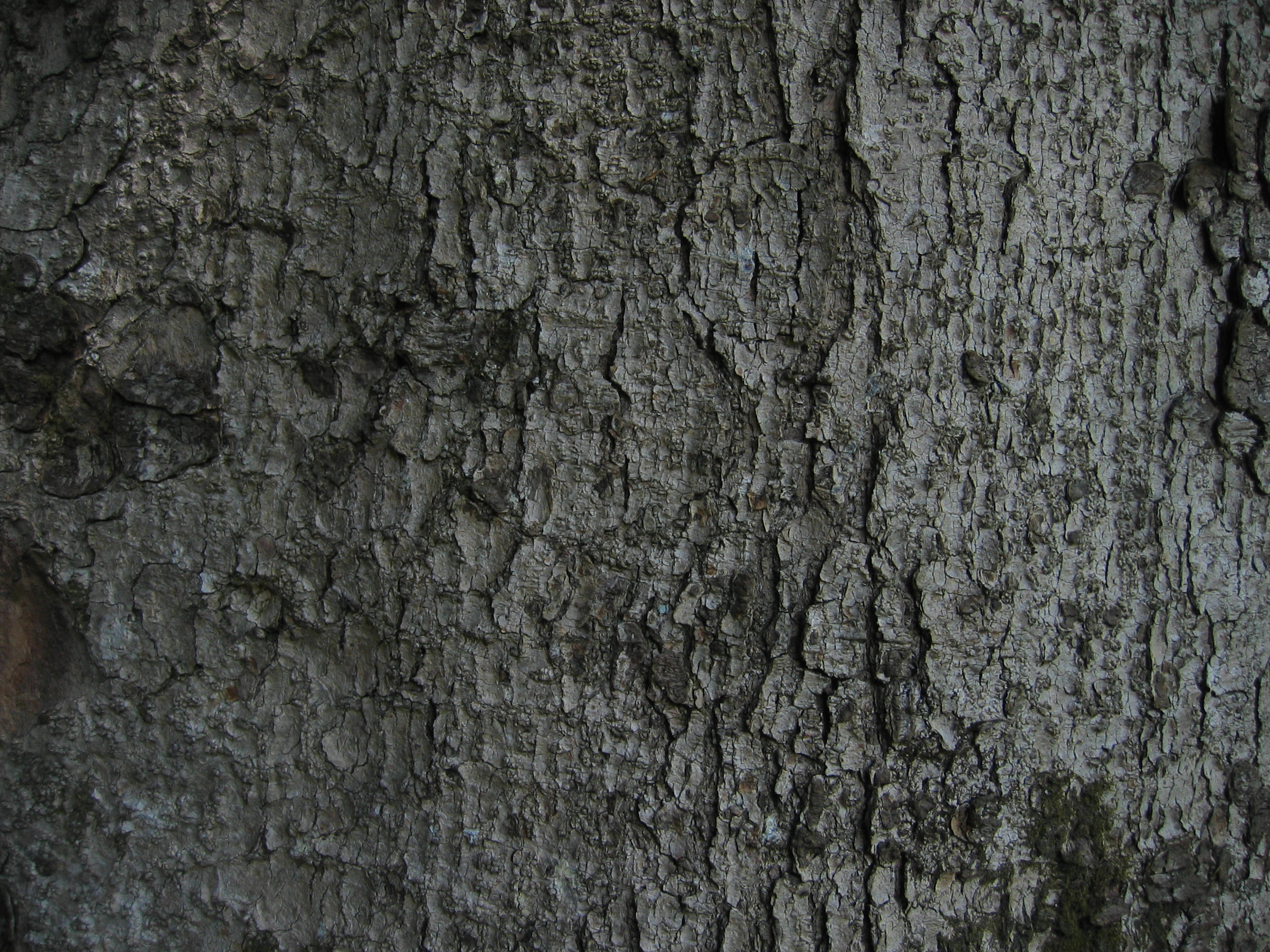
枞树皮

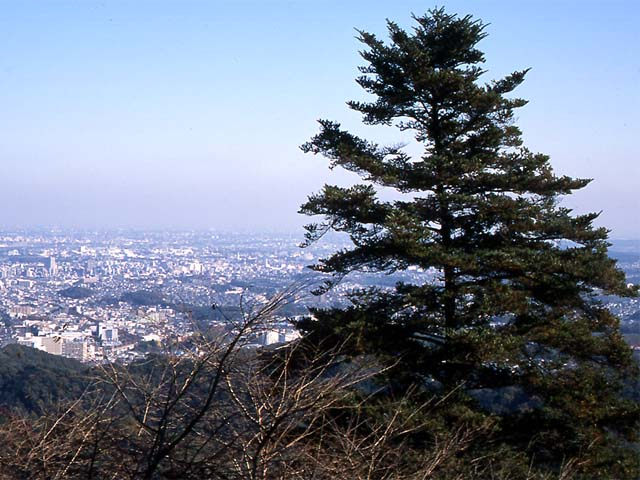
枞树形(2006年11月于高尾山)

日本冷杉是冷杉属下的常绿针叶树，主要分布在日本中部和南部，在日本冷杉属中分布在最为温暖的地区，从北端的秋田县到南端的屋久岛。

## 特征
树高 达40m。冷杉属的树木皮大多为白灰色较多，枞树皮则呈褐色。
在日本的冷杉属中，枞树叶最为硬，大。幼枝生有软毛。叶为硬细针状，先端分尖利两叉，但老木叶先端呈圆状。球果10 - 15cm较大，早为绿色，10月左右熟后变灰褐色。熟后果鳞脱落，不会像松塔一样完整掉落。因松鼠等好食其种，会常见树下有青色果鳞堆落。

## 分布
和日本铁杉同混于阔叶林生长在照叶林帶，在照叶林帶和落叶广叶林帶的中間地帶，作为高木往往被枞树和冷杉独居成林，有时被称为中溫帶林。在东京附近的高尾山，有枞树的密生地带、在索道山顶站周边可见高大的枞树。在紀伊半岛和杉柏混立。